# Чивичян, Гокор
Гокор Чивичян (арм. Գոքոր Չիվիչյան, род. 10 мая 1963 года, Ереван, СССР) — армянский боец смешанных боевых искусств, борец, дзюдоист, грэпплер, каратист, самбист, тренер по дзюдо, грэпплингу и смешанным единоборствам, актёр. В настоящее время Гокор Чивичян обучает профессиональных и любительских бойцов в «Hayastan MMA Academy» в Северном Голливуде, Калифорния, США.

## Биография
Гокор Чивичян младший из трёх братьев, родился в Ереване, Армения. Чивичян начал свое обучение в детстве в Советской Армении, завоевав национальные титулы среди юниоров по дзюдо, самбо и борьбе. В 3 года родители записали его в секцию борьбы, а с 6 лет он начал заниматься самбо. В 1971 и 1972 годах Гокор выиграл юношеский чемпионат Армении по самбо среди 12-летних, будучи при этом на три года младше своих соперников. Уже в 1974 году юный спортсмен выиграл золото на чемпионатах СССР по самбо и дзюдо среди молодежи, а в 1980 году его взяли в состав олимпийской сборной СССР по дзюдо. В возрасте 17 лет Чивичян переехал в Лос-Анджелес, штат Калифорния, где продолжил свои тренировки под руководством Джина Лебелла, известного кэтч-рестлера и первого чемпиона США по дзюдо. В 1987 году Федерация Дзюдо США официально попросила властей выдать Гокору Чивичяну гражданство США, чтобы включить его в сборную по дзюдо на Олимпийских играх 1988 года в Сеуле. Однако за короткое время спортсмен не успел соблюсти все формальности для включения в сборную и пропустил Игры. В течение 1980-х и начала 1990-х годов Гокор путешествовал и соревновался в СССР, а также по всей Европе, Японии, Таиланде и Мексике. С открытием своей академии «Hayastan MMA Academy» в 1991 году Гокор ушел на пенсию непобеждённым из профессиональных схваток и сосредоточил своё время на преподавании, но периодически участвует в схватках и по сей день. Его академия в скором времени была признана лучшей по внедрению дзюдо в ММА.
В 1997 году Гокор Чивичян выходит на супербой по правилам MMA, организованный Всемирной федерацией боёв (World Fighting Federation). Его оппонентом должен был стать Акира Маэда, но промоутеры не смогли его подписать и вместо этого свели Чивичяна с Биллом Маэда, которого прозвали «Мистер Маэда». Чивичян через 50 секунд после начала боя сделал болевой приём на руку, тем самым выиграв данный бой. В этом же году Федерация Дзюдо США наградила Гокора Чивичяна званием «Тренер года».
Журнал Black Belt назвал Гокора Чивичяна «Тренером года по дзюдо» в 1998 году, он получил престижное место в «Зале славы». С тех пор он выпустил из своей школы новое поколение бойцов, таких как Манвел Гамбурян, Ронда Роузи, Сако Чивичян, Карен Дарабедян, Роман Митичян, Нил Мелансон, Каро Парисян, которые соревновались на аренах UFC, WEC, King of the Cage (KOTC), на олимпийских и всех национальных чемпионатах по дзюдо.
В феврале 2005 года Федерация джиу-джитсу США (ISJJF) присвоила ему 7-го дан чёрного пояса по дзюдо.
Чивичян снова участвовал в Зимних Национальных соревнованиях USJA/USJF 2008 года, первом Национальном Чемпионате по дзюдо, утверждёнными обеими организациями. Он взял золото, победив Гари Баттса броском ути мата сукаси в финале.
После многих лет, проведённых без соревнований, Гокор участвовал в Панамериканском чемпионате по джиу-джитсу IBJJF 2019 года среди мастеров чёрного пояса. Он победил бывшего чемпиона мира среди чёрных поясов по бразильскому джиу-джитсу В. Оливейру, тем самым, став чемпионом мира среди чёрных поясов. В августе 2019 года Гокор снова принял участие в чемпионате мира по бразильскому джиу-джитсу IBJJF Masters, в очередной раз победив всех своих противников, после чего взял золото. Он закончил год соревнований, выступая на чемпионате мира по бразильскому джиу-джитсу Gi и на соревнованиях No-Gi в Калифорнии, получив золото в обеих категориях. Благодаря этим победам, Гокор Чивичян, пожалуй, единственный, кто получил золотые медали на элитных международных соревнованиях по всем трём основным видам борьбы: дзюдо, самбо и бразильскому джиу-джитсу. Гокор остаётся непобеждённым до сих пор.
На протяжении многих лет Гокор Чивичян является инструктором по рукопашному бою полиции Лос-Анджелеса. Приезжал в Армению, где проводил бесплатный мастер-класс для бойцов спецподразделений Армении, а также проводил неоднократно семинары в Армении, неоднократно проводил и проводит семинары в Японии, Австралии, Западной Европе. Во время столетия Геноцида армян в Османской империи, приехал в Ереван вместе с Гегардом Мусаси, Рондой Роузи и Эдмондом Тарвердяном, чтобы почтить память жертв павших предков.

## Фильмография
Чивичян снимался в эпизодах в известных голливудских кинофильмах: Главный госпиталь (сериал, 1963—2014), Дневники «Красной туфельки» (сериал, 1992—1999), Леди против мафии (1994), Кровавый спорт 2 (1996), Фантастический боец (2004), Мальчики-налетчики (2010), Семейные тайны (сериал, 2010), Гримм (сериал, 2011—2017), Кей и Пил (сериал, 2012—2015), Ярость кулака и золотой флис (2018).

## Личная жизнь
Гокор Чивичян имеет сына Карена Гарри, который занимается баскетболом и играет за команду «Айдахо Стэйт», а также выступает за сборную Армении по баскетболу. Является дядей экс бойца UFC Сако Чивичяна.

## Рекорд по смешанным единоборствам
| Результат | Рекорд | Соперник   | Способ                        | Турнир                          | Дата            | Раунд | Время | Место                   | Примечание |
| --------- | ------ | ---------- | ----------------------------- | ------------------------------- | --------------- | ----- | ----- | ----------------------- | ---------- |
| Победа    | 1-0    | Билл Маэда | Сдача (болевой приём на руку) | WFF — World Fighting Federation | 24 февраля 1997 | 1     | 0:50  | Бирмингем, Алабама, США |            |